# Uredo garcilassae
Uredo garcilassae é uma espécie de fungo. pertence ao grupo Basidiomycota e foi descrito pela primeira vez por Paul Christoph Hennings em 1904.  Uredo garcilassae pertence à ordem Uredo, ordem Pucciniales, ordem Pucciniomycetes, ordem Basidiomycota, e cogumelo do reino.